# Su Yiming
Su Yiming (en chino: 苏翊鸣; Jilin, 18 de febrero de 2004) es un deportista chino que compite en snowboard, especialista en las pruebas de slopestyle y big air.
Participó en los Juegos Olímpicos de Pekín 2022, obteniendo dos medallas, oro en big air y plata en slopestyle.
Ganó una medalla de plata en el Campeonato Mundial de Snowboard de 2025, en la prueba de slopestyle. Adicionalmente, consiguió una medalla de bronce en los X Games de Invierno de 2023.

## Palmarés internacional
| Juegos Olímpicos   | Juegos Olímpicos | Juegos Olímpicos | Juegos Olímpicos |
| Año                | Lugar            | Medalla          | Prueba           |
| ------------------ | ---------------- | ---------------- | ---------------- |
| 2022               | Pekín (China)    | Medalla de oro   | Big air          |
| 2022               | Pekín (China)    | Medalla de plata | Slopestyle       |
| Campeonato Mundial |                  |                  |                  |
| Año                | Lugar            | Medalla          | Prueba           |
| 2025               | Engadina (Suiza) | Medalla de plata | Slopestyle       |

| X Games de Invierno | X Games de Invierno    | X Games de Invierno | X Games de Invierno |
| Año                 | Lugar                  | Medalla             | Prueba              |
| ------------------- | ---------------------- | ------------------- | ------------------- |
| 2023                | Aspen (Estados Unidos) | Medalla de bronce   | Big air             |